# Kleinia neriifolia
Kleinia neriifolia là một loài thực vật có hoa trong họ Cúc. Loài này được Haw. mô tả khoa học đầu tiên năm 1812.